# Madeleine Ozeray
Madeleine Ozeray, née le 13 septembre 1908 à Bouillon et morte le 28 mars 1989 à Paris, est une actrice belge de théâtre et de cinéma.

## Biographie
Magdeleine Marie Catherine Élisabeth Ozeray est née le 16 septembre 1908 à Bouillon. Elle est la deuxième fille de Jules Ozeray (né en 1862), propriétaire forestier, député et anticlérical, et de Marie Catherine Heinen (née en 1873), dite « Ketty ».
Le 17 octobre 1929, elle épouse Robert Demanet à Bruxelles. Le couple divorce en 1934.
Elle fait ses études au Conservatoire royal de Bruxelles où elle obtient un premier prix de comédie. Elle débute au théâtre à Bruxelles, dans Le mal de la jeunesse de Ferdinand Bruckner, mis en scène par Raymond Rouleau. La pièce triomphe à Paris où elle rencontre Louis Jouvet et entre dans la compagnie de Louis Jouvet dont elle devient la compagne (Louis Jouvet est déjà marié avec Else Collin dont il est séparé). Elle devient l'interprète favorite de Giraudoux dont elle crée plusieurs pièces et qui écrit Tessa pour elle. En 1935, à vingt-sept ans, elle joue, sous la direction de Louis Jouvet, le rôle d'Hélène lors de la création de La guerre de Troie n'aura pas lieu de Giraudoux au Théâtre de l'Athénée, puis, en 1939, celui d'Ondine dans Ondine toujours de Giraudoux.
Elle donne la réplique à Jouvet dans La Fin du jour de Julien Duvivier (1939) où elle joue le rôle de la jeune Jeannette totalement subjuguée par un vieux comédien à moitié fou interprété par Louis Jouvet. Elle y joue avec la grâce qu'elle a déjà montrée en 1933 dans le rôle de Rosalie dans Dans les rues de Victor Trivas.
En 1939, elle joue, avec Louis Jouvet, L'École des femmes qui obtient beaucoup de succès. Mais avec l'Occupation, la censure frappe le théâtre et Louis Jouvet est interdit d'enseignement.
Celui-ci part en Suisse tourner une version filmée de L'École des femmes. Madeleine Ozeray y rencontre Max Ophüls, qui fuit le nazisme et attend de partir pour les États-Unis. Elle tombe amoureuse de lui et suggère à Louis Jouvet de lui confier la réalisation du film. Mais, découvrant leur liaison celui ci annule le projet de film.
Elle suit tout de même Louis Jouvet et sa troupe dans la tournée du Théâtre de l'Athénée en Amérique Latine, mais elle est fatiguée de son dirigisme. Elle revendique sa place dans leur travail commun, que l'Athénée Théâtre s'appelle Théâtre Louis Jouvet-Madeleine Ozeray et qu'elle perçoive un pourcentage sur les recettes. Louis Jouvet refuse ses demandes.
Elle suit un admirateur en Argentine où elle reste jusqu'à la fin des hostilités[réf. nécessaire].
En 1943, elle part tourner un film au Canada : Le Père Chopin, et rompt définitivement avec Louis Jouvet peu après.
Elle est ensuite la compagne de César de Mendoza, un chef d'orchestre espagnol.
Quand elle rentre en France en 1947, elle n'est plus la compagne de Louis Jouvet, la plupart des théâtres lui restent fermés et les critiques qui l'encensaient la critiquent désormais. Elle joue tout de même dans La Folle de Chaillot de Giraudoux, mise en scène par Georges Wilson, dans Cher Antoine de Jean Anouilh, qu’elle joue 500 fois, ainsi que dans Par-dessus bord de Michel Vinaver, mis en scène par Roger Planchon.
Elle tourne dans de nouveaux films : La Race des seigneurs de Pierre Granier-Deferre en 1974 avec Alain Delon, et Le Vieux fusil en 1975, où elle interprète la mère de Philippe Noiret. Bien qu'elle soit surtout une comédienne de théâtre, elle a joué dans vingt-cinq films.
Madeleine Ozeray meurt à Paris le 28 mars 1989, à l'âge de 80 ans, des suites d'une maladie d'Alzheimer. Elle est enterrée au cimetière communal de Bouillon, sa ville natale.
Elle a été la marraine de théâtre du comédien, danseur et chanteur Frédéric Norbert[réf. nécessaire].
En 2008, à l'occasion de la célébration du centième anniversaire de sa naissance, le journaliste belge, Dominique Zachary, lui consacre un ouvrage, Madeleine Ozeray, Ondine de la Semois.

## Filmographie
- 1931 : La Dame de chez Maxim's d'Alexander Korda : Clémentine
- 1932 : Une jeune fille et un million de Fred Ellis et Max Neufeld : Magda
- 1933 : Casanova de René Barberis Angelica
- 1933 : Dans les rues de Victor Trivas : Rosalie
- 1933 : La Guerre des valses de Raoul Ploquin et Ludwig Berger : la reine Victoria
- 1933 : Knock ou le triomphe de la médecine de Louis Jouvet et Roger Goupillières : Mariette
- 1933 : Un peu d'amour de Hans Steinhoff : Miette
- 1934 : Liliom de Fritz Lang : Julie
- 1934 : La Maison dans la dune de Pierre Billon : Pascaline
- 1934 : Bar de nuit - court métrage -
- 1935 : Crime et Châtiment de Pierre Chenal : Sonia
- 1935 : Le Secret des Woronzeff d'André Beucler et Arthur Robison : Nadia
- 1935 : Les Mystères de Paris de Félix Gandéra : Fleur de Marie
- 1935 : Sous la griffe de Christian-Jaque : Pierrette
- 1936 : Le Coupable de Raymond Bernard : Thérèse Forgeat
- 1937 : La Dame de pique de Fedor Ozep : Lisa
- 1937 : Ramuntcho (film, 1937) de René Barberis : Gracieuse
- 1938 : La Fin du jour de Julien Duvivier : Jeannette
- 1944 : Le Père Chopin de Fedor Ozep : Madeleine Dupont
- 1972 : Les Anges de Jean Desvilles : Amélie, la vieille femme
- 1973 : La Race des seigneurs de Pierre Granier-Deferre
- 1974 : La pousse des feuilles de Francis Ramirez et Christian Rolot - court métrage -
- 1975 : Le Vieux Fusil de Robert Enrico : la mère de Julien Dandieu
- 1978 : M, cinquante huit de Jean-Claude Boussard - court métrage -
- 1980 : Chère inconnue de Moshé Mizrahi : Madame Thomas

Télévision
- 1970 : Le Tribunal de l'impossible : Un esprit nommé Katie King de Pierre Badel  : Mrs Marryat
- 1970 : Tout spliques étaient les Borogoves de Daniel Le Comte : Mlle Jeandubon
- 1971 : Tang d'André Michel (feuilleton télévisé) : Virginie (ép. 5, 10, 13)
- 1978 : Messieurs les Jurés : L'Affaire Heurteloup de Boramy Tioulong
- 1979 : Médecins de nuit de Nicolas Ribowski, épisode : Palais Royal (série télévisée) : Germaine

## Théâtre
- 1926 : Au grand large de Sutton Vane, mise en scène Louis Jouvet, Comédie des Champs-Élysées
- 1933 : Cette nuit-là... de Lajos Zilahy, mise en scène Lucien Rozenberg, Théâtre de la Madeleine
- 1933 : Mandarine de Jean Anouilh, Théâtre de l'Athénée
- 1934 : Au grand large de Sutton Vane, mise en scène Louis Jouvet, Comédie des Champs-Élysées
- 1934 : Tessa, la nymphe au cœur fidèle adaptation Jean Giraudoux d'après Basil Dean et Margaret Kennedy, mise en scène Louis Jouvet, Théâtre de l'Athénée
- 1935 : La guerre de Troie n'aura pas lieu de Jean Giraudoux, mise en scène Louis Jouvet, Théâtre de l'Athénée
- 1936 : L'École des femmes de Molière, mise en scène Louis Jouvet, Théâtre de l'Athénée
- 1937 : Électre de Jean Giraudoux, mise en scène Louis Jouvet, Théâtre de l'Athénée
- 1937 : L'Impromptu de Paris de Jean Giraudoux, mise en scène Louis Jouvet, Théâtre de l'Athénée
- 1938 : Le Corsaire de Marcel Achard, mise en scène Louis Jouvet, Théâtre de l'Athénée
- 1939 : Ondine de Jean Giraudoux, mise en scène Louis Jouvet, Théâtre de l'Athénée
- 1941 : L'Occasion de Prosper Mérimée, mise en scène Louis Jouvet, Tournée en Amérique latine
- 1942 : On ne badine pas avec l'amour d'Alfred de Musset, mise en scène Louis Jouvet, Tournée en Amérique latine
- 1942 : L'Apollon de Marsac de Jean Giraudoux, mise en scène Louis Jouvet, Tournée en Amérique latine
- 1942 : La Belle au bois de Jules Supervielle, mise en scène Louis Jouvet, Tournée en Amérique latine
- 1942 : L'Annonce faite à Marie de Paul Claudel, mise en scène Louis Jouvet, Tournée en Amérique latine
- 1947 : Jeanne d'Arc de Charles Péguy adaptation d'André Chancerel et Marcel Péguy, mise en scène de Paul Œttly au Théâtre Hébertot
- 1948 : Othello de William Shakespeare, Théâtre des Célestins
- 1948 : La Savetière prodigieuse d'après Federico García Lorca, mise en scène Pierre Bertin, Théâtre Édouard VII
- 1953 : Le Chemin de crête de Gabriel Marcel, mise en scène Paul Annet-Badel, Théâtre du Vieux-Colombier
- 1957 : Au Paradis de Fernand Millaud, mise en scène Marcel Alba, Théâtre des Arts
- 1959 : La guerre de Troie n’aura pas lieu de Jean Giraudoux, mise en scène Jean Marchat, Festival de Bellac
- 1965 : La Folle de Chaillot de Jean Giraudoux, mise en scène Georges Wilson, TNP Théâtre de Chaillot
- 1969 : Cher Antoine de Jean Anouilh, mise en scène de Jean Anouilh, Comédie des Champs-Elysées
- 1971 : La Folle de Chaillot de Jean Giraudoux, mise en scène Michel Fagadau, Festival de Bellac
- 1971 : Oscarine ou les tournesols de Liliane Wouters, mise en scène Madeleine Ozeray et Patrick Dutertre, Théâtre Daniel Sorano, Vincennes (novembre)
- 1973 : Par-dessus bord de Michel Vinaver, mise en scène Roger Planchon, Théâtre national populaire Villeurbanne, Théâtre de l'Odéon
- 1976 : Le Genre humain de Jean-Edern Hallier, mise en scène Henri Ronse, Espace Cardin

## Publications
- Madeleine Ozeray et René Lacôte, Le Rêve et la Vie de Gérard de Nerval, Pierre Seghers éditeur, 1958 (BNF 32502658)
- Madeleine Ozeray, À toujours, M. Jouvet, préface de Marcel Aymé, Buchet-Chastel, 1966 ; réédition 1987  (ISBN 2702015190 et 978-2702015193)

## Distinctions
- Commandeur de l'ordre des Arts et des Lettres